# Gouverneur malgré lui
Pour plus de détails, voir Fiche technique et Distribution.
Gouverneur malgré lui (The Great McGinty) est un film américain réalisé par Preston Sturges, sorti en 1940.

## Synopsis
Dan McGinty (Brian Donlevy), ruiné, n'est plus que le tenancier d'un bar dans une république bananière. Il fait le récit de son ascension et de sa déchéance à son entraîneuse et à un client américain, lui-même interdit de séjour aux États-Unis pour avoir détourné de l'argent de son employeur. McGinty prétend qu'il ne s'est perdu, lui, que par « une minute insensée » d'honnêteté ! 
McGinty n'est à ses débuts qu'un clochard, à qui l'on propose deux dollars pour voter sous un faux nom dans une élection municipale ; ayant découvert les possibilités de ce genre de fraude, il multiplie les faux votes dans 37 bureaux différents , et attire ainsi l'attention d'un parrain politique local (Akim Tamiroff), dont le nom n'apparaît jamais ; malgré des bagarres entre eux, McGinty devient l'un des lieutenants de cet homme, puis son poulain aux élections. Au cours d'une campagne sur le thème du « renouveau », McGinty est pressenti comme candidat du changement, mais pour sa crédibilité, il doit être marié. Sa secrétaire (Muriel Angelus) lui propose un mariage blanc, et de fait il est élu maire. À ce poste, il entretient la corruption déjà en place, tout en s'efforçant de passer commande de travaux qui profitent réellement aux citoyens, quel que soit l'adjudicataire des marchés truqués. Mais il tombe amoureux de son épouse de convention, aux vues idéalistes, dans le temps qu'on le pousse à faire campagne pour le poste de gouverneur de l'Etat.

## Fiche technique
- Titre : Gouverneur malgré lui
- Titre original : The Great McGinty
- Réalisation : Preston Sturges, assisté d'Alvin Ganzer (non crédité)
- Scénario : Preston Sturges
- Photographie : William C. Mellor
- Montage : Hugh Bennett
- Musique : Friedrich Hollaender et John Leipold (non crédité)
- Direction artistique : Hans Dreier et A. Earl Hedrick
- Décorateur de plateau : A.E. Freudeman
- Costumes : Edith Head
- Production : Buddy G. DeSylva (non crédité) et Paul Jones (producteur associé)
- Société de production : Paramount Pictures
- Distribution : Paramount Pictures
- Pays d'origine :  États-Unis
- Langues originales : anglais, russe
- Tournage : du 15 décembre 1939 au 25 janvier 1940 aux Paramount Studios
- Format : noir et blanc — 35 mm — 1,37:1 — mono (Western Electric Mirrophonic Recording)
- Genre : comédie
- Durée : 82 minutes
- Date de sortie : 
  - États-Unis : 15 août 1940 (première à New York) ; 23 août 1940 (sortie nationale)
  - France : 11 juillet 1945

## Distribution
- Brian Donlevy : Daniel 'Dan' McGinty
- Muriel Angelus : Catherine McGinty
- Akim Tamiroff : Le patron
- Allyn Joslyn : George
- William Demarest : Skeeters, le politicien
- Jimmy Conlin : Le guetteur
- Steffi Duna : La danseuse
- Arthur Hoyt : Le maire Wilfred T. Tillinghast
- Thurston Hall : M. Maxwell
- Richard Carle : Dr Jonas J. Jarvis (joueur de cartes)
- Louis Jean Heydt : Tommy Thompson
- Esther Howard : Mme Juliette La Jolla

Acteurs non crédités :
- William Edmunds : Un professeur au meeting du gymnase
- Byron Foulger : Le secrétaire du gouverneur